# Vaje
Vaje je dijaški časopis, ki je nastajal v letih 1854 in 1855. Pisalo ga je sedem gimnazijcev, Simon Jenko, Valentin Mandelc, Vaclav Bril, Ivan Tušek, Fran Erjavec, Valentin Zarnik in Martin Polše, glavni pobudnik za nastanek  pa je bil Simon Jenko. Vaje so nadaljevale izročilo dijaškega časopisa Slavija in z literarno-razvojnega vidika niso imele neposrednih učinkov, saj so bile namenjene le Vajevcem samim, ti pa so v literarni prostor potem vstopili v Janežičevem Časopisu Slovenski Glasnik.

## Okoliščine nastanka
Vaje kot dijaški časopis niso bile novost, ti so nastajali že prej, tako v Ljubljani kot tudi v Celovcu, npr. Slovenska daničica, ki je nastajala v ljubljanskem Alojzijevišču, in Slavija, ki je nastajala na gimnazijah v Ljubljani, Celju in Celovcu. Od 1852 dalje je šolski in cenzurni sistem postal strožji, zato so šle Vaje mimo šolskih oblasti. Datum, ki priča o izdaji prve številke časopisa, je smrt osmošolca Jerneja Bizjaka, 10. 6. 1854, kateremu je V. Mandelc napisal pesem V spomin Bizjaku. Drugi zvezek je izšel konec februarja 1855, kar je izpričano v opazki na koncu zvezka: Končano svečana leta 1855. Tretja knjiga pa ni ohranjena, izpričano je le, da je nastala v 2. semestru 8. razreda leta 1855 in je vsebovala tudi nadaljevanja prej nezaključenih spisov .
Vajevci so se srečevali vsako nedeljo popoldan v Mandelčevem stanovanju. Vsak je s seboj prinesel, kar je napisal v preteklem tednu in naglas prebral prijateljem; kar so odobrili, so zapisali v Vaje. Objavljali so predvsem pesmi, zgodovinske spise, kratke eseje, živalske pravljice (bajke) in črtice. Poudarjali so slovenskost ter se navduševali nad družboslovjem in naravoslovjem. Nad slednjim predvsem zato, ker ga takrat v šolah ni bilo in posledično je ukvarjanje z naravoslovjem postalo priljubljen konjiček slovenskih izobražencev. Med Vajevci sta se nad naravoslovjem navduševala predvsem Fran Erjavec, ki se je ukvarjal z živalstvom, in Ivan Tušek, ki je pisal o rastlinstvu. Za politične tematike so bili zadolženi Valentin Zarnik, Vaclav Bril, Martin Polše in Simon Jenko.  Za literaturo so  s pesmimi, črticami in novelami skrbeli V. Mandelc, S. Jenko, V. Bril in I. Tušek.

## Vajevci
Glavni članek: Vajevci.
Vaclav Bril je za Vaje pisal pesmi (Kalin, Želja, Tičar in tič, Tužnica, Komarji), kulturnozgodovinsko razpravo Severna vojska, dva naravoslovna spisa Podnebje v privodnih krajih in Zemlja se okoli osi vrti, pa tudi basni oz. živalske pravljice Kako je lisica medveda ribe loviti učila, Lisjak in opica ter Lisica, medved in zajec. Zanimalo ga je predvsem naravoslovje, ki se mi je želel posvetiti tudi poklicno, njegova najbolj priljubljena zvrst pa so bile basni in živalske zgodbe. 
Fran Erjavec je objavi eseje Odesa, ki je izšla v treh delih, Izvirno izpraševanje vesti, Otroci resnico govore in Kratkočasnica. Med najbolj znanimi je njegov leposlovno naravoslovni spis Črtice iz življenja Šnakšnepskovskega, v katerem glavni junak, čudaški naravoslovec, zavzeto išče redko vrsto hrošča. V njej je prikazan komičen lik znanstvenega čudaka, s katerim je Erjavec utemeljil poznejšo realistično pripovedno prozo, namreč pripoved o malem človeku. 
Simon Jenko je objavljal predvsem pesmi, npr. Angelj tužnih, Mladenič na zeleni gori, Mlinarica in Solze Slovencove I, II, III in IV. In dve črtici Ljubljana in Kaznovana tercjalka. 
Valentin Mandelc je napisal daljši zgodovinski noveli Tihotapec in Jela, ter vaško zgodbo Ceptec ter eseja z naslovom Iz življenja učenca ter Iz življenja študenta. 
Martin Polše je za dijaški časopis napisal kratka eseja Nekaj iz zgodovine in šeg Lapljanov in Nekaj od zgodeb in šeg Lapljanov ter kratek esej Slovenija. 
Ivan Tušek je prispeval ljudsko pravljico Žilštajn, oris Kavkaz in ondotno ljudstvo, etnografsko-topografsko razpravo o Sorici, šaljivko En košček iz življenja učenca in meditacijo Nestanovitnež. 
Valetnin Zarnik je objavil dve povesti, Povodni mož in Katarina ter publicistično reportažo Nekatere misli o Petru Velikem in o ptujstvu na Rusovskem.